# Kardinál černohřbetý
Kardinál černohřbetý (Paroaria capitata) je ptačí druh z čeledi tangarovití (Thraupidae), nepříliš příbuzný zástupcům čeledi kardinálovití (Cardinalidae). Vzhledem se podobá kardinálovi šedému (Paroaria coronata), jenž se nicméně vyznačuje výraznou chocholkou.
Kardinál černohřbetý se vyskytuje v Brazílii, Paraguayi, Bolívii, Uruguayi a severní Argentině, byl zavlečen také na ostrov Havaj. Hnízdí ve vlhké, křovinaté krajině.